# Jorge Konstantínovich Románov
Jorge Constantínovich Románov (en ruso, Георгий Константинович Романов; Pávlovsk, 6 de mayo de 1903-Nueva York, 7 de noviembre de 1938) fue el hijo menor del gran duque Constantino Constantínovich de Rusia y de la princesa Isabel de Sajonia-Altemburgo.

## Biografía
Después de la Revolución de octubre en 1917, permaneció con su madre y hermanas en San Petersburgo. Los bolcheviques les permitieron huir en el crucero sueco Angermanland, que los llevó a Tallin, a Helsinki y finalmente a Estocolmo por invitación de la reina sueca, Victoria de Baden.
En Estocolmo se reunieron con el príncipe Gustavo Adolfo de Suecia, que les llevó al palacio real. Isabel, Vera y Jorge vivieron durante los siguientes dos años en Suecia, en primer lugar en Estocolmo, y luego en Saltsjöbaden. Pero Suecia era demasiado cara para ellos, por lo que primero se trasladaron a Bélgica por invitación del rey Alberto I de Bélgica, y luego a Alemania, instalándose en Altemburgo, donde vivieron 30 años, a excepción de un par de años que pasaron en Inglaterra.
Jorge, que nunca se casó, se convirtió en un exitoso diseñador de interiores y murió a los 35 años en Nueva York, tras una intervención quirúrgica. Su cuerpo reposa en el monasterio ruso Novo-Diveyo de Nanuet, cerca de Nueva York. En 2001, su hermana Vera Constantínovna de Rusia fue enterrada a su lado.

## Títulos y tratamientos
Esta tabla aún no está actualizada. Puedes contribuir aportando información sobre títulos y tratamientos de esta persona.